# Microsoft Research
Microsoft Research (MSR) ist eine Abteilung von Microsoft, die 1991 gegründet wurde, um Informatikthemen zu erforschen. Microsoft Research beschäftigt Forscher, darunter C.A.R. Hoare, Butler Lampson, Charles P. Thacker, Leslie Lamport und (bis zu dessen Verschwinden auf See) Jim Gray und Michael Freedman.
Zu den Entwicklungen, die es zur Marktreife gebracht haben, gehören die Programmiersprache C# und das Computersystem PixelSense, aber auch die in Windows verwendeten Funktionen ClearType und Sidebar.
Ferner wurden oder werden hier auch das Betriebssystem Singularity, die Programmiersprachen Cω, F#, Sing# und Spec# und die zugrundeliegende Peer-to-Peer-Technik für die Livestation-Plattform entwickelt. Ein weiteres Forschungsprojekt ist MyLifeBits. Schließlich stellt Microsoft Research auch ihr Panorama-Erstellprogramm Image Composite Editor kostenlos für Windows zur Verfügung.

## Forschungsschwerpunkte
MSR forscht in folgenden Gebieten:
- Algorithmen und Theorie
- Hardwareentwicklung
- Benutzerschnittstellen
- Maschinelles Lernen, Adaption, und Intelligenz
- Multimedia und Grafik
- Suche, Information Retrieval, und Wissensmanagement
- Sicherheit und Kryptographie
- Social Computing
- Softwareentwicklung
- Systeme, Architekturen, Mobilität, und Vernetzung
- Computational and Systems Biology[2]

Eines der Ziele von Microsoft Research ist, langfristige Informatikthemen unabhängig von Produkten und deren Lebenszyklen zu erforschen. MSR unterstützt die Microsoft Research Fellowship für Studenten mit Abschluss und die New Faculty Fellowship für neue Fakultätsmitglieder.
Zu den bei Microsoft Research angestellten Experten aus den Bereichen Informatik, Physik und Mathematik gehören auch Jim Blinn (MacArthur Fellowship), Simon Peyton Jones, James Kajiya, László Lovász (Knuth- und Wolf-Preis), Mark S. Manasse, Peter Montgomery, Oded Schramm (Clay Research Award), Charles Simonyi und Madhu Sudan, Michael Freedman (Fields-Medaille), Alexei Kitaev.

## Forschungszentren

### Eigene Forschungszentren
In folgenden Gegenden unterhält Microsoft eigene Forschungszentren:
- Microsoft Research Redmond wurde 1991 von Nathan Myhrvold auf dem Microsoft Campus in Redmond gegründet. Die Gebäude 112 und 113 stehen dort zur Verfügung.
- Microsoft Research Cambridge (England) wurde 1997 von Roger Needham gegründet und hat mittlerweile über 100 Mitarbeiter. Es unterhält eine enge Beziehung zur Universität Cambridge.
- Microsoft Research Asia (MSRA) wurde im November 1998 in Peking gegründet. Das Advanced Technology Center war ursprünglich eine Abteilung des MSRA, bevor es eine unabhängige Forschungsgruppe Microsofts wurde.
- Microsoft Research Silicon Valley wurde im August 2001 in Mountain View gegründet. Im Januar 2006 wurde es mit Microsofts Bay Area Research Center (BARC) in San Francisco zusammengelegt.
- Microsoft Research India wurde im Januar 2005 in Bengaluru gegründet.
- Microsoft Cairo Innovation Center wurde 2006 in Kairo gegründet.
- Microsoft Research New England wird 2008 in Cambridge (Massachusetts) gegründet.

### Zusammenarbeit
Eine enge Zusammenarbeit bzw. eine gemeinsame Finanzierung besteht mit Forschungszentren an der Brown University, Carnegie Mellon University, am Massachusetts Institute of Technology und an der Universität Trient. In China und Hongkong gibt es neun gemeinsam betriebene Forschungszentren.